# Lilo & Stitch (serie animata)
Lilo & Stitch (Lilo & Stitch: The Series) è una serie animata statunitense prodotta da Walt Disney Television Animation.
Sequel spin-off dell'omonimo film del 2002 e dell'episodio pilota e film direct-to-video Provaci ancora Stitch! del 2003, è stata la prima di tre serie televisive prodotte nel franchise di Lilo & Stitch e l'unica a mantenere la stessa ambientazione del film originale.
La serie è stata trasmessa per la prima volta negli Stati Uniti su Disney Channel dal 20 settembre 2003 al 28 febbraio 2004 e su ABC, all'interno di ABC Kids, dal 5 novembre 2004 al 29 luglio 2006, per un totale di 65 episodi ripartiti su due stagioni. In Italia è stata trasmessa su Disney Channel dal 2 febbraio 2004. In seguito è stata replicata su Toon Disney e Rai 2 e dal 24 marzo 2020 è disponibile integralmente sulla piattaforma streaming Disney+.
Un film conclusivo intitolato Leroy & Stitch è stato trasmesso negli Stati Uniti su Disney Channel il 23 giugno 2006, mentre in Italia è stato pubblicato in home video il 17 gennaio 2007.

## Trama
In seguito agli eventi del film Provaci ancora Stitch!, Lilo e Stitch sono in missione per recuperare tutti i rimanenti 623 "cugini" dell'esperimento 626 Stitch sparsi per l'isola. Frequentemente l'ostacolo principale alla ricerca è Gantu, ex-capitano della Federazione Galattica e ora grande sgherro del genio malvagio dottor Jacques Von Hamsterviel, che intende servirsi degli esseri creati da Jumba, suo ex-collega, per conquistare la Federazione. Altre volte è la stessa Lilo a complicare le cose, cedendo alla tentazione e servendosi dell'esperimento appena catturato per far colpo sulla rivale Mertle Edmonds. Anche 626 ha i suoi "momenti no", nei momenti in cui sottovaluta i suoi cugini e rimane vittima dei loro poteri. La maggior parte delle volte l'esperimento viene catturato da Lilo e Stitch, riabilitato e assegnato a una mansione in cui i suoi poteri siano produttivi. In altri episodi (ma unicamente nella prima stagione) è Gantu a uscirne vincitore, inviando così l'esperimento ad Hamsterviel. Fra i "cugini" di maggior rilievo spiccano 625, prototipo di Stitch amante dei Sandwich e spalla comica di Gantu; Angel, l'esperimento 624, interesse sentimentale di Stitch; 007, Jiji, uguale in tutto e per tutto a uno shi-tzu terrestre e per questo adottata senza problemi da Mertle; 199, Ficcanaso, il cui nome parla da sé, ricorre in pochi episodi ma il suo ruolo si rivela decisivo. In un episodio compare addirittura 627, versione aggiornata di Stitch, a detta di Jumba, completamente malvagia. Altre puntate memorabili sono le quattro della seconda stagione che vedono Lilo e Stitch interagire con i protagonisti di altre serie Disney Channel: Kim Possible, La famiglia Proud, Ricreazione e American Dragon: Jake Long. Il finale della serie vede Lilo, Stitch e un manipolo di altri esperimenti accorrere al salvataggio dei cugini tenuti prigionieri da Gantu.

## Personaggi

### Buoni

#### Terrestri e alieni
- Lilo: Bambina orfana che vive con Stitch e la sorella Nani. Ha la passione per tutto ciò che è bizzarro ed è fan di Elvis Presley.
- Esperimento 626, Stitch: La migliore fra le creazioni di Jumba, nonché uno dei protagonisti dell'intero franchise. Passato da cattivo a buono, si prodiga per riformare anche tutti i suoi predecessori, che chiama "cugini" per una tradizione hawaiiana illustratagli da Lilo in Provaci ancora Stitch!.
- Jumba: Creatore di oltre 600 esseri malefici denominati "esperimenti", Jumba era un tempo lo scienziato-capo dell'Alleanza Galattica. Esiliato sulla Terra per i suoi crimini, vive assieme a Pleakley in casa di Lilo e Nani. Dispensa tutte le informazioni utili per la cattura delle sue creazioni.
- Pleakley: Studioso della Terra, è stato assunto per dare la caccia a Stitch, quando era ancora malvagio, ma avendo fallito, venne esiliato sulla Terra così come Jumba. Ha la passione per gli abiti femminili e non vede di buon occhio gli esperimenti di Jumba, che imperversano per l'isola.
- Nani: È la sorella maggiore di Lilo, legalmente responsabile della sorellina dopo la morte dei genitori. Probabilmente per questo, è estremamente autoritaria e brusca, ma anche dolce e comprensiva.
- David: Robusto e abbronzato ventitreenne, è innamorato di Nani. Adora andare sulle onde con la sua tavola da surf, limitato a pochi cameo durante la serie si dimostra alle volte saggio anche se il più delle volte combina qualche guaio. Malgrado non sembri tiene molto a Lilo tanto quanto tenga a Nani.
- Cobra Bubbles: È un assistente sociale a cui è stato assegnato il caso di Lilo. In passato fu un agente della CIA. Nella serie sembra essere tornato a lavorare per i servizi segreti, ma l'argomento non viene mai approfondito.
- Presidentessa Donna Consiglio: Austero capo del consiglio dell'Alleanza Galattica inizialmente ostile a Stitch e Jumba, subisce un cambiamento d'animo quando capisce che il posto giusto per Stitch non è in esilio su un asteroide deserto ma sulla terra accanto a Lilo. Nel corso della serie non interviene quasi mai se non per scovare e catturare l'evaso Dr. Jaques Von Hamsterviel. In Provaci ancora Stitch giunge sulla terra per catturare Hamsterviel ma viene intralciata da 221-Sparky. Alla fine del film è inizialmente intenzionata a setacciare il Pianeta Terra per distruggere i baccelli degli esperimenti di Jumba, ma cambia idea dopo che Lilo le spiega che tutti hanno bisogno di una Ohana, così incarica Lilo e Stitch di catturare gli altri esperimenti e individuare il posto giusto per loro. Nel sequel della serie Leroy e Stitch viene temporaneamente degradata da Hamsterviel a segretaria, ma torna a capo del consiglio dopo la sconfitta di costui. Già in Provaci ancora Stitch sembra aver sviluppato una certa simpatia per Lilo e la sua famiglia.

### Antagonisti
- Dr. Jacques von Hämsterviel: Scienziato malvagio, è un extraterrestre simile a un roditore (per tutti un gerbillo, ma egli precisa sempre di essere un criceto); ha una voce stridula ed è costantemente scortese con chiunque. Intende servirsi degli esperimenti di Jumba (dei quali ha finanziato la produzione) per conquistare l'Alleanza Galattica.
- Capitano Gantu: Robusto e gigantesco alieno dalle fattezze di pesce, licenziato dall'Alleanza Galattica e in cerca di un altro impiego, si è messo in combutta con Hamsterviel. Nella serie è spesso preda della cattiva sorte, finendo così con l'esporsi alla pubblica umiliazione.
- Mertle Edmonds: Acerrima nemica/rivale di Lilo, egoista, viziata, prepotente e antipatica, detesta fortemente quest'ultima e si diverte a prenderla in giro dandole sempre della "svitata". È accompagnata costantemente dalle sue amiche/seguaci Elena, Teresa e Yuki, le quali esclamano sempre in coro "Giààààà!" ad ogni sua affermazione. Diventa la padrona dell'esperimento 007 Jiji credendola un normale cane, per poi scoprire la verità su di lei nel film Leroy & Stitch.
- Esperimento 625, Reuben: L'esperimento che Lilo non ha mai catturato, prototipo di Stitch dotato degli stessi poteri ma molto più pigro. In compenso prepara ottimi sandwich. Nonostante viva con Gantu (bersaglio delle sue battutacce) non è veramente un cattivo, infatti è molto raro che collabori nella cattura degli esperimenti.
- Esperimento 627: Questo esperimento è stato creato da Jumba per umiliare Stitch, che aveva iniziato a comportarsi da presuntuoso. Le sue capacità fisiche ed atletiche sono notevolmente superiori a quelle di 626, infatti possiede i poteri di 20 esperimenti senza i relativi punti deboli. In forma completa mostra sei braccia, due teste e addominali scolpiti. Al contrario dei suoi predecessori, non è in grado di diventare buono (almeno secondo Jumba). Le uniche parole che sembra in grado di pronunciare sono "male" e "cattivo". Suo unico punto debole è l'eccessivo senso dell'umorismo: fosse pure per la gag più banale, può arrivare a ridere fino a perdere i sensi. Compare esclusivamente nell'episodio a lui intitolato, venendo poi soltanto menzionato nella puntata di Asso e nel film Leroy & Stitch.

#### Esperimenti ricorrenti
- Esperimento 221, Sparky: Creato per generare campi elettrici, esordisce in Provaci ancora Stitch!, in cui collabora nello scontro con Hamsterviel. Nella serie invece ha un ruolo molto più marginale, limitato a pochi cameo.
- Esperimento 520, Tsu/Palla di Cannone: Crea giganteschi tsunami, tuffandosi (per via del suo sedere enorme). Ottimo per creare le onde per i surfisti. Alla fine dell'episodio a lui dedicato crea un gigantesco Tsunami che tramortisce Gantu che a fine puntata si risveglia incolume a San Francisco.
- Esperimento 007, Jiji: Progettata per spingere alla follia gli altri con il suo abbaiare, è un esperimento dalle fattezze identiche ad un cane terrestre, ovvero uno shi-tzu. A causa di ciò viene adottata da Mertle Edmonds, la rivale di Lilo, poiché la crede un normale cane, dopo essere diventata buona Lilo deciderà di lasciarla definitivamente a Mertle, anche se poi quest'ultima scoprirà la sua vera natura nel film Leroy & Stitch, continuando comunque a tenersela con sè.
- Esperimenti 502 e 501, Yin e Yang: Il primo produce ed emette lava, il secondo assorbe e spara acqua. Unendo le loro abilità, si rivelano capaci di costruire intere isole, sparando lava e raffreddandola con l'acqua, creando roccia lavica.
- Esperimento 513, Sisma: Creato per generare terremoti, è il primo esperimento della serie a venire catturato da Lilo e Stitch. Durante il suo episodio crea un violento terremoto che rischia di distruggere il pianeta spaccandolo in due. Quando diventa buono aiuta Nani nel suo lavoro.
- Esperimento 601, Calci: Progettato come massimo esperto di lotta libera, l'unico a poterlo sopraffare è Stitch, che sostanzialmente è la sua versione perfezionata. Per cercare di catturarlo Gantu (esperto in 12 arti marziali) si batte contro di lui, venendo puntualmente sconfitto e riportando una gamba rotta. Quando a fine episodio l'esperimento diventa buono (anche grazie all'aiuto di Kiony che insegna a Lilo come frenare sullo skate) viene assegnato come istruttore di kickboxing a una palestra aiutando molti atleti a migliorarsi e diventando famoso al punto tale che vengono pubblicate delle videocassette con i suoi esercizi (una delle quali viene acquistata da 625 per Gantu).
- Esperimento 624, Angel: Inverte la moralità della gente cantando. Fra gli esperimenti, il suo potere ha effetto solo su coloro creati prima di lei (quindi Stitch e 625 ne sono immuni). Da buona diviene la fidanzata di Stitch. Durante l'episodio dedicato alla liberazione dei cugini di Stitch viene corteggiata da 625 che su richiesta di Gantu registra la sua canzone al contrario così da poterla poi trasmettere tramite il furgoncino dei gelati per tutto il paese. Sfortunatamente per Gantu l'esperimento 120 accidentalmente attivato da Peakley sostituisce la cassetta contenente la voce di Angel con un'altra contenente la voce di Gantu che si stava esercitando al karaoke sulla canzone Daisy Bell, procurando così all'ex capitano dell'armata galattica l'ennesima umiliazione e questa volta non davanti a Lilo ma bensì davanti agli abitanti del paese e agli esperimenti presenti ovvero Ghiaccio, Duplicatore e Houdini.
- Esperimento 619, Lanciabombe: Questo esperimento, lanciando fuoco, è perfetto per fare compagnia a David quando si esibisce.
- Esperimenti 149 e 150, Bonnie e Clyde: Sono due esperimenti programmati per essere ladri provetti. Alla fine del loro episodio finiscono in prigione, per poi venire liberati nella puntata finale per assaltare l'astronave di Gantu.
- Esperimento 199, Ficcanaso: Ideato per curiosare nei fatti altrui questo esperimento è in assoluto il re dei pettegolezzi a causa del fatto che quando scopre qualcosa di imbarazzante circa qualcun altro non esita nemmeno un momento a raccontarla alla prima persona che incontra. Nell'episodio a lui dedicato Nani sta sostenendo un colloquio di lavoro con il padre di Kiony, per poter lavorare nel suo capanno, ma per accertarsi che la candidata abbia le carte in regola questi decide di pranzare a casa sua. Tutto sembra andare bene almeno fino a quando Ficcanaso non inizia a spettegolare i segreti della famiglia Pelekai. Per liberarsi di lui Lilo lo affida a Stitch che lo regala volentieri a Gantu, che spera di ottenere da lui informazioni utili al suo lavoro, quando però intuisce che l'esperimento non ha informazioni utili per lui lo invia ad Hamsterviel a cui rivela i soprannomi che Gantu e 625 alle volte inventano in segreto, e riesce a sottrargli l'agendina con i suoi segreti più intimi tra cui il suo vero nome: Rupert.

## Doppiatori
| Personaggio                   | Doppiatore originale     | Doppiatore italiano  |
| ----------------------------- | ------------------------ | -------------------- |
| Lilo                          | Daveigh Chase            | Lilian Caputo        |
| Stitch                        | Chris Sanders            | Larry Kapust         |
| Nani Pelekai                  | Tia Carrere              | Maura Cenciarelli    |
| Jumba Jookiba                 | David Ogden Stiers       | Paolo Lombardi       |
| Pleakley                      | Kevin McDonald           | Mino Caprio          |
| Cobra Bubbles                 | Kevin Michael Richardson | Paolo Buglioni       |
| Dr. Jacques von Hämsterviel   | Jeff Bennett             | Fabrizio Vidale      |
| Capitano Gantu                | Kevin Michael Richardson | Glauco Onorato       |
| 625/Reuben                    | Rob Paulsen              | Franco Mannella      |
| David Kawena                  | Dee Bradley Baker        | Nanni Baldini        |
| Mertle Edmonds                | Liliana Mumy             | Giulia Franceschetti |
| Presidentessa Donna Consiglio | Zoe Caldwell             | Paola Tedesco        |
| Ficcanaso                     | Bobcat Goldthwait        | Luigi Ferraro        |
| Angel                         | Tara Strong              | Laura Latini         |

## Episodi
Gli episodi sono 65, divisi in due stagioni, rispettivamente di 39 e 26. Sono quasi tutti intitolati all'esperimento di turno.
Con sporadiche eccezioni, gli episodi ruotano tutti intorno a uno o più esperimenti che seminano il caos per l'isola di Kauai, e al recupero di questi da parte di Lilo e Stitch. Quasi tutti gli episodi sono ambientati alle Hawaii, nell'isola di Kauai.
Altri episodi si svolgono nello spazio. Un altro è ambientato a Honolulu.
Da notare come, tra una puntata e l'altra, la cronologia degli eventi venga totalmente stravolta. Alcuni esempi:
- L'Asteroide, nono episodio, prima stagione, è ambientato, per gli esperimenti che figurano tra i buoni, dopo Snafu, che ufficialmente sarebbe la puntata conclusiva e collocata quindi nella seconda stagione;
- Ghiaccio, avversario dell'episodio 27, si vedeva già riabilitato due puntate prima;
- Vaiolo, il primo episodio trasmesso, dovrebbe in realtà svolgersi dopo Palla di Cannone: in quest'ultima puntata viene introdotta la X-Buggy (la macchina guidata da Stitch), mentre in Vaiolo già veniva usata normalmente.

### Prima stagione
| nº | Titolo originale | Titolo italiano  | Prima TV USA      |
| -- | ---------------- | ---------------- | ----------------- |
| 1  | Richter          | Sisma            | 20 settembre 2003 |
| 2  | Phantasmo        | Fantasmo         | 27 settembre 2003 |
| 3  | Clip             | Forbici          | 4 ottobre 2003    |
| 4  | Mr. Stenchy      | Mr. Tanfo        | 11 ottobre 2003   |
| 5  | Spooky           | Terrore          | 12 ottobre 2003   |
| 6  | Holio            | Buco nero        | 12 ottobre 2003   |
| 7  | Cannonball       | Tsu              | 13 ottobre 2003   |
| 8  | Yapper           | Gigi             | 13 ottobre 2003   |
| 9  | Yin-Yang         | Yin e Yang       | 17 ottobre 2003   |
| 10 | Kixx             | Calci            | 20 ottobre 2003   |
| 11 | Splodyhead       | Lanciabombe      | 24 ottobre 2003   |
| 12 | Amnesio          | 27 ottobre 2003  |                   |
| 13 | Swirly           | Spirale          | 3 novembre 2003   |
| 14 | Fibber           | Bugia            | 7 novembre 2003   |
| 15 | Tank             | Mangiaferro      | 10 novembre 2003  |
| 16 | Sprout           | Germoglio        | 14 novembre 2003  |
| 17 | Elastico         | 17 novembre 2003 |                   |
| 18 | Yaarp            | 21 novembre 2003 |                   |
| 19 | 627              | 24 novembre 2003 |                   |
| 20 | The Asteroid     | L'asteroide      | 1º dicembre 2003  |
| 21 | Houndini         | 12 dicembre 2003 |                   |
| 22 | Topper           | Puntale          | 5 dicembre 2003   |
| 23 | Melty            | Scioglitore      | 8 dicembre 2003   |
| 24 | Sinker           | Pinna            | 15 dicembre 2003  |
| 25 | Nosy             | Ficcanaso        | 19 dicembre 2003  |
| 26 | Finder           | Trovatore        | 22 dicembre 2003  |
| 27 | Slushy           | Ghiaccio         | 26 dicembre 2003  |
| 28 | Dupe             | Duplicatore      | 29 dicembre 2003  |
| 29 | Short Stuff      | Corto circuito   | 2 gennaio 2004    |
| 30 | Hunkahunka       | Hunka-Hunka      | 11 gennaio 2004   |
| 31 | Felix            | Lindo e pinto    | 9 gennaio 2004    |
| 32 | Baby-Fier        | Bimbofà          | 12 gennaio 2004   |
| 33 | Bonnie & Clyde   | 16 gennaio 2004  |                   |
| 34 | Slugger          | Fuoricampo       | 26 gennaio 2004   |
| 35 | Bad Stitch       | Stitch cattivo   | 30 gennaio 2004   |
| 36 | Poxy             | Esperimento 222  | 11 gennaio 2004   |
| 37 | Angel            | 5 gennaio 2004   |                   |
| 38 | Sample           | Campionatore     | 11 gennaio 2004   |
| 39 | Drowsy           | Nanna            | 28 febbraio 2004  |

### Seconda stagione
| nº | Titolo originale     | Titolo italiano               | Prima TV USA     |
| -- | -------------------- | ----------------------------- | ---------------- |
| 1  | Spike                | Spina                         | 5 novembre 2004  |
| 2  | Frenchfry            | Patfrit                       | 12 novembre 2004 |
| 3  | Swapper              | Commutatore                   | 19 novembre 2004 |
| 4  | Shoe                 | Ferro di cavallo              | 10 novembre 2004 |
| 5  | Slick                | Venditore                     | 7 gennaio 2005   |
| 6  | Skip                 | 11 febbraio 2005              |                  |
| 7  | Checkers             | Ciambellano                   | 4 marzo 2005     |
| 8  | PJ                   | Pazzerello                    | 1º aprile 2005   |
| 9  | Ploot                | Pulitore                      | 22 aprile 2005   |
| 10 | Phoon                | Fone                          | 24 agosto 2005   |
| 11 | Snooty               | 13 maggio 2005                |                  |
| 12 | Bugby                | 25 agosto 2005                |                  |
| 13 | Rufus                | 26 agosto 2005                |                  |
| 14 | Retro                | Preistorico                   | 20 maggio 2005   |
| 15 | Link                 | Colla                         | 29 luglio 2006   |
| 16 | Belle                | I marciatori della notte      | 3 giugno 2005    |
| 17 | Morpholomew          | Formoleo                      | 1º luglio 2005   |
| 18 | Remmy                | Il brutto sogno di Lilo       | 14 aprile 2006   |
| 19 | Heckler              | Provocatore                   | 22 agosto 2005   |
| 20 | Lax                  | Pigro                         | 16 gennaio 2006  |
| 21 | Wishy-Washy          | Wishy Washy                   | 23 agosto 2005   |
| 22 | Spats                | Litigatore                    | 12 agosto 2005   |
| 23 | Shush                | Ssh                           | 26 agosto 2005   |
| 24 | Glitch               | 23 giugno 2006                |                  |
| 24 | Woops                | 23 giugno 2006                |                  |
| 25 | Snafu                | 23 giugno 2006                | Scombussolatore  |
| 26 | Mrs. Hasagawa's Cats | I gatti della sig.ra Hasagawa | 19 maggio 2006   |
| 26 | Ace                  | OGM                           | 19 maggio 2006   |

### Crossover
La serie di Lilo & Stitch contiene quattro episodi nei quali figurano personaggi di altre quattro serie: Ricreazione, La famiglia Proud, Kim Possible e American Dragon; tutti collocati nella seconda stagione.

## Spin-off
Nel 2009 venne realizzato uno spin-off dallo studio d'animazione giapponese Madhouse chiamato Stitch!.
Nel 2017 viene creata in Cina una seconda serie spin-off chiamata Stitch & Ai.